# Paramount Network
Paramount Network é um canal de televisão por assinatura americano pertencente à divisão Paramount Media Networks da Paramount Global. A sede da rede está localizada no estúdio Paramount Pictures em Los Angeles.
O canal foi originalmente fundado por uma parceria entre a estação de rádio WSM e a Westinghouse Broadcasting como The Nashville Network (TNN) e começou a transmitir em 7 de março de 1983. Inicialmente, apresentava programas voltados para a cultura do sul dos Estados Unidos, incluindo música country e programas de variedades, programação ao ar livre e cobertura de corridas de automóveis (como NASCAR). A TNN foi comprada pela Gaylord Entertainment Company em 1983.
Em 1995, a TNN e a CMT foram adquiridas pela Westinghouse, que por sua vez foi adquirida pela Viacom em 1999. Sob a propriedade da Viacom, a TNN começou a eliminar a programação com influência country em favor de um formato de entretenimento geral que atraísse o público do centro dos Estados Unidos. Em setembro de 2000, a rede foi renomeada The National Network, coincidindo com a estreia da WWF Raw na programação. Em agosto de 2003, a TNN foi relançada como Spike TV, direcionando-se para um público jovem adulto masculino.
A partir de junho de 2006, a programação do canal teve um foco mais explícito no gênero de ação, e em 2010, aumentou seu foco em reality shows originais. Isso culminou com uma última reformulação em 2015 para enfatizar programas mais equilibrados em termos de gênero, como Lip Sync Battle, e um retorno à programação original roteirizada. Em 18 de janeiro de 2018, o Spike foi relançado como Paramount Network, com o objetivo de alinhar a rede com o estúdio homônimo (que anteriormente emprestava seu nome à agora extinta United Paramount Network) e posicioná-lo como um canal de destaque e "premium".
Um dos poucos sucessos significativos em programação roteirizada da Paramount Network foi a série Yellowstone, que rapidamente se tornou o drama principal do canal e gerou vários derivados no Paramount+, o serviço de streaming de propriedade da empresa-mãe Paramount Global. Em 2020 e 2021, o canal cancelou a maioria de suas séries originais ou as transferiu para outros canais da Paramount Global, como parte de um plano proposto para relançar a Paramount Network com foco em telefilmes. Em janeiro de 2022, esses planos foram abandonados devido ao impacto da COVID-19 e ao sucesso da franquia Yellowstone, deixando-a e Bar Rescue como os únicos programas originais em exibição no canal. O canal também apresentou edições limitadas de novas séries originais do Paramount+ criadas por Taylor Sheridan, co-criador de Yellowstone, utilizando Yellowstone como uma atração principal.

## História
O Paramount Network começou como The Nashville Network (TNN) em 7 de março de 1983. O TNN foi propriedade de muitas empresas até que em 1995 foi adquirido pela CBS, que foi adquirida pela Viacom em 1999.
Desde a adquirição da Viacom, o TNN passou por diversas reformas que culminaram no rebatismo da rede, que operou 17 anos como The Nashville Network, para The National Network e depois simplesmente TNN. Mais mudanças foram realizadas e foi criado o The New TNN, que virou o Spike TV em 2003. O nome Spike foi colocado em homenagem ao diretor Spike Lee.
Em 2006 O Spike TV foi renomeado para apenas Spike.
Em 2018 como parte de uma restruturação de marcas da Viacom muda de nome de Spike para Paramount Network para se alinhar com o estúdio de cinema Paramount Pictures. A viacom pretende investir e fortalecer mais suas principais marcas, como Paramount, Nickelodeon, MTV dentre outras.   